# Pangrapta metagona
Pangrapta metagona är en fjärilsart som beskrevs av Walker 1864. Pangrapta metagona ingår i släktet Pangrapta och familjen nattflyn. Inga underarter finns listade i Catalogue of Life.